# Děkanovice
Děkanovice település Csehországban, a Benešovi járásban. Děkanovice Tomice, Loket, Blažejovice, Studený, Dunice, Křivsoudov és Píšť településekkel határos. Lakosainak száma 59 fő (2024. január 1.).

## Népesség
A település lakosságának változását az alábbi diagram mutatja:
| Lakosok száma | 177  | 152  | 182  | 135  | 102  | 64   | 62   | 61   | 57   | 59   |
|               | 1869 | 1890 | 1921 | 1950 | 1980 | 2001 | 2017 | 2019 | 2022 | 2024 |